# Passo (meccanica)

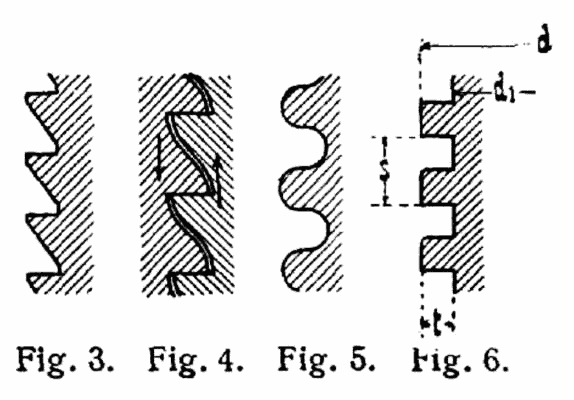
Esempi di profili. In figura 6 la quantità S è il passo, d il diametro esterno, d1 il diametro di nocciolo.

Il passo è la distanza misurata lungo la generatrice della vite ad elica fra un filetto e il successivo. 
È il parametro principale nella filettatura, operazione che crea il filetto di una vite o di una madrevite.
Altri parametri importanti sono il diametro esterno, il diametro interno anche detto di nocciolo, il diametro medio, il profilo del filetto.
Si misura con i calibri contafiletti, che permettono un controllo preciso, ma necessitano di una lunghezza minima della filettatura da misurare.